# 小行星10684
小行星10684（10684 Babkina）是一颗绕太阳运转的小行星，为主小行星带小行星。该小行星于1980年9月8日发现。

## 轨道参数
小行星10684的轨道半长轴为2.2116620 UA，离心率为0.188。